# موري بافورد
موري بافورد (بالإنجليزية: Maury Buford)‏ هو لاعب كرة قدم أمريكية أمريكي، ولد في 18 فبراير 1960 في ماونت بليزانت في الولايات المتحدة.

## وصلات خارجية
- موري بافورد على موقع مرجع كرة القدم المحترفة.كوم (الإنجليزية)